# Mame Niang
Mame Cheikh Niang (Dakar, 1984. március 31. –) szenegáli labdarúgó csatár. A VfL Wolfsburgban és a szenegáli labdarúgó-válogatottban játszik. A 2005-06-os PSL gólkirálya volt (Lesley Manyathela Aranycipő) 14 találattal, amikor a Dél-afrikai Moroka Swallowsban játszott.

## Külső hivatkozások
- Career stats at fussballdaten.de (németül)
- Profile at www.vfl-wolfsburg.de (angolul)